# Stockton Springs
Stockton Springs è un comune degli Stati Uniti d'America, situato nello Stato del Maine, nella contea di Waldo.